# Abbaye de Tegernsee
Pour les articles homonymes, voir Tegernsee.
L'abbaye de Tegernsee, parfois qualifiée d'abbaye impériale de Tegernsee (en allemand Kloster Tegernsee, Abtei ou Reichsabtei Tegernsee) est une ancienne abbaye bénédictine de Tegernsee en Bavière. L'abbaye comme la ville bordent le lac Tegern (en allemand, le Tegernsee). En vieux haut allemand, tegarine seo signifie « vieux lac ».
Fondée au VIIIe siècle, l'abbaye de Tegernsee abritait la plus importante communauté bénédictine de Bavière jusqu'en 1803.
Les bâtiments du monastère sont aujourd'hui baptisés Schloss Tegernsee (le château de Tegernsee) et sont la propriété de la famille de Wittelsbach. L'ancienne église de l'abbaye abrite aujourd'hui la paroisse Saint-Quirin. D'autres dépendances de l'abbaye abritent un restaurant et le collège de la ville (Gymnasium Tegernsee). L'aile nord abrite une brasserie, la Herzoglich Bayerisches Brauhaus Tegernsee.